# Johan Sparre af Söfdeborg
Johan Sparre af Söfdeborg, född 10 januari 1715 i Karlskrona, död 3 mars 1791 i Tosterup, var en svensk greve och militär. Han var son till överamiralen Claes Sparre och Sofia Lovisa Soop samt bror till amiralerna Carl Hans Sparre och Erik Arvid Sparre och direktören Rutger Axel Sparre. 

## Biografi
Sparre kom i krigstjänst redan 1728 vid garnisonsregementet i Stralsund och skrevs in på Lunds universitet samma år. Han deltog i kejserlig tjänst i Polska tronföljdskriget från 1734 och som frivillig i Hattarnas ryska krig från 1741. Från 1744 var han i fransk krigstjänst. Åter i svensk tjänst deltog han i pommerska kriget 1757–1762 och utmärkte sig 1759 när han som kommendant ledde försvaret av Anklam. Efter hårda strider mot den överlägsna preussiska armén tvingade Sparre kapitulera. Efter kort tid som krigsfånge frigavs han och utnämndes till överste för ett värvat husarregemente 1759 som deltog i affärerna vid Friedland och Taschenberg. Därefter tog han 1761 avsked från armén. 
För sitt stöd till Gustav III:s statsvälvning 1772 blev Sparre samma år utnämnd till generalmajor. Han var kommendant på Sveaborg 1772–1780 och blev 1778 befordrad till generallöjtnant. I samband med det så kallade Teaterkriget mot Danmark 1788–1789 fick Sparre på kort varsel överta försvaret av Göteborg sedan den tidigare kommendanten Anders Rudolf Du Rietz av Gustav III ansetts för passiv. Sparre rustade snabbt upp stadens försvar, men en brytning uppstod mellan Sparre och kungen vid en krigskonselj där han var bland de generaler som avrådde från anfall innan trupperna hade försetts med tross. Det kortvariga kriget tog slut, men efter kungens nya statskupp 1789, Förenings- och säkerhetsakten, tog Sparre definitivt avsked. 
Sparre var från 1752 gift med holländskan Riksten Jakobina Henrietta Alexandrina de Cheuses. Tack vare ett arv som tillfallit hustrun kunde han köpa Tosterup i Skåne 1783. Han var far till sekundmajoren Gustaf Adolf Sparre (far till justitiestatsminister Gustaf Sparre) och Sofia Lovisa Eleonora Sparre (gift med Carl August Ehrensvärd).